# Міколаювек (Підляське воєводство)
Міколаювек (пол. Mikołajówek) — село в Польщі, у гміні Августів Августівського повіту Підляського воєводства.
Населення — 74 особи (2021).
У 1975—1998 роках село належало до Сувальського воєводства.

## Демографія
Демографічна структура станом на 2021 рік:
|          | Загалом | Допрацездатний вік | Працездатний вік | Постпрацездатний вік |
| -------- | ------- | ------------------ | ---------------- | -------------------- |
| Чоловіки | 31      | 5                  | 21               | 5                    |
| Жінки    | 43      | 9                  | 21               | 13                   |
| Разом    | 74      | 14                 | 42               | 18                   |